# Chambourg-sur-Indre

Chambourg-sur-Indre este o comună în departamentul Indre-et-Loire, Franța. În 1 ianuarie 2022 avea o populație de 1.235 de locuitori.